# Hermann Bonitz

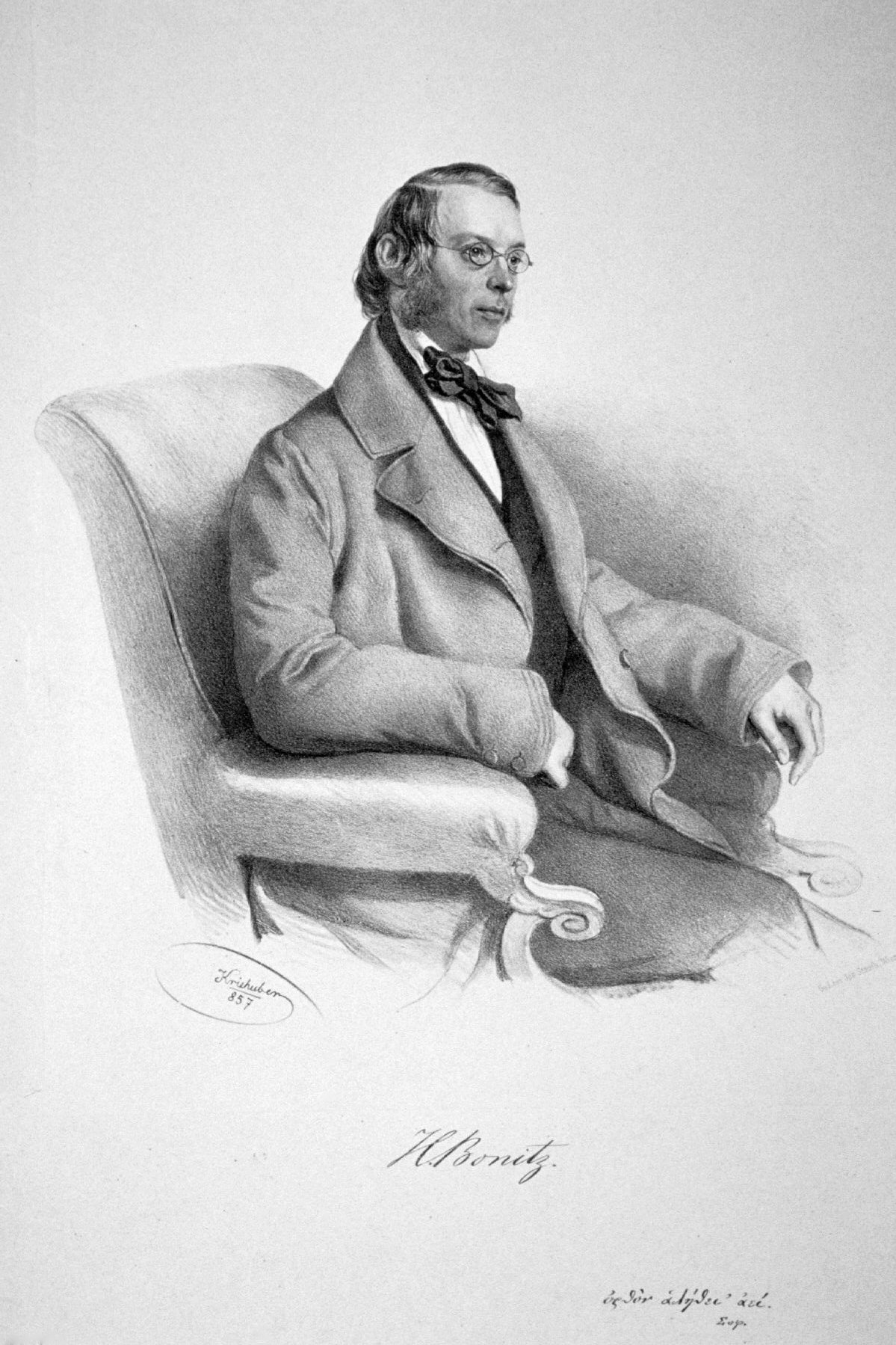
Hermann Bonitz, Lithographie von Josef Kriehuber, 1857

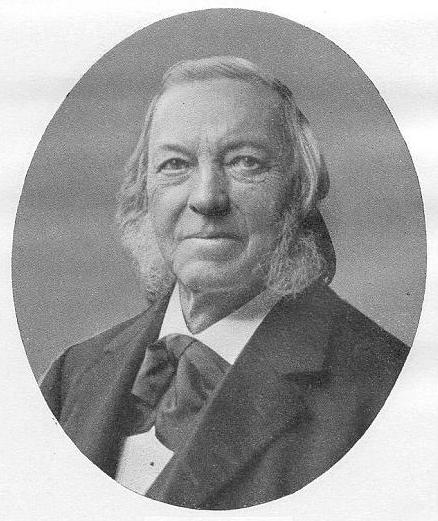
Hermann Bonitz

Hermann Bonitz (* 29. Juli 1814 in Langensalza (Thüringen); † 25. Juli 1888 in Berlin) war ein Philologe, Philosoph und Schulreformer in Wien und Berlin.

## Leben
Geboren als sechstes Kind des Pfarrers und Superintendenten Karl Friedrich Bonitz und seiner Mutter Maria Sophia Bonitz geb. Schmalkalden, studierte er nach dem Besuch der Landesschule in Schulpforta, einem ehemaligen Zisterzienserkloster bei Naumburg, an der Universität Leipzig Philosophie, Philologie, Theologie und Mathematik und an der Friedrich-Wilhelms-Universität Berlin Philologie. 1835 heiratete er Bertha Maria Semmel aus Gera, sie war die Tochter des Geraer Bürgermeisters, Handelsherrn und Rittergutsbesitzers Marcus Friedrich Semmel (1751–1801). Nach seiner Promotion 1836 in Leipzig war er bis 1849 im Schuldienst, zuerst als Lehrer in Dresden, ab 1838 als Oberlehrer in Berlin, und ab 1842 als Gymnasialprofessor in Stettin tätig.
1849 wurde er unter Vermittlung Franz Serafin Exners als Professor für Klassische Philologie an die Universität Wien berufen. Gemeinsam mit Exner entwarf er die unter Unterrichtsminister Leo Graf Thun-Hohenstein durchgeführte Reform zum 8-klassigen Gymnasium mit der „Maturitätsprüfung“. 1867 übersiedelte Hermann Bonitz im Rahmen seiner Ernennung zum Direktor des Gymnasiums zum Grauen Kloster und Direktor des Königlichen pädagogischen Seminars für gelehrte Schulen nach Berlin zurück. Ab 1875 war er Geheimer Regierungsrat und Vortragender Rat am Unterrichts-Ministerium. Seit 1850 war er auswärtiges Mitglied der Bayerischen Akademie der Wissenschaften. 1867 wurde er als ordentliches Mitglied in die Preußische Akademie der Wissenschaften aufgenommen.
1888 zog sich Hermann Bonitz als Geheimer Ober-Regierungsrat aus dem Arbeitsleben zurück und verstarb am 25. Juli 1888 in Berlin kurz vor seinem 74. Geburtstag. Durch den Bildhauer Carl Kundmann wurde im Wiener Arkadenhof des Universitätshauptgebäudes eine Denkmalgruppe gestaltet, die den Reformern des österreichischen Bildungswesens, Leo Graf Thun-Hohenstein, Franz Exner und Hermann Bonitz, gewidmet ist
Im Jahr 1954 wurde in Wien-Floridsdorf (21. Bezirk) die Bonitzgasse nach ihm benannt.

## Werk
Bonitz kommt zusammen mit Franz Serafin Exner eine entscheidende Bedeutung für die Reformierung des Schulsystems in Wien und Berlin zu. Seine umfangreichen Werke über Platon und Aristoteles, sein Index Aristotelicus (Berlin 1870), die Platonischen Studien (1875, 1886) sowie seine Übersetzung von Aristoteles’ Metaphysik (Berlin 1890) wurden Standardwerke der Geisteswissenschaften.

## Schriften
- Disputationes Platonicae Duae. Blochmann, Dresden 1837. (Digitalisat), (Digitalisat) Platonische Studien (3. Ausg. Hrsg., 1886) Reprografischer Nachdruck, Forgotten Books, London 1975. ISBN 978-1-332-35699-7
- Observationes Criticae in Aristotelis Libros Metaphysicos. Bethge, Berlin 1842. (Digitalisat)
- Observationes Criticae in Aristotelis quae feruntur Magna Moralia et Ethica Eudemia. Bethge, Berlin 1844. (Digitalisat)
- Alexandri Aphrodisiensis Commentarius in Libros Metaphysicos Aristotelis. Reimer, Berlin 1847. (Digitalisat)
- Aristotelis Metaphysica. 2 Bände. Marcus, Bonn 1848–1849. (Digitalisat Teil 1), (Teil 2)
- Über die Kategorien des Aristoteles. Braumüller, Wien 1853. (Digitalisat)
- Aristotelische Studien. 5 Bände. Gerold, Wien 1862–1867. (Digitalisat Band 1), (Band 2 und 3), (Band 4), (Band 5)
- Index Aristotelicus. Reimer, Berlin 1870. (Digitalisat)
- Über den Ursprung der homerischen Gedichte. Gerold, Wien 1864. (Digitalisat) (5. Ausg., Hrsg. von R. Neubauer, 1881)
- Beiträge zur Erklärung des Thukydides. 1854. (Digitalisat)
- Beiträge zur Erklärung des Sophokles. 2 Bände. Braumüller, Wien 1856–1857. (Digitalisat Band 1), (Band 2)

Eine Gesamtliste seiner Schriften findet sich bei Theodor Gomperz  in Biographisches Jahrbuch fuer Altertumskunde (1890).